# Bibi-Khanum mecset
A Bibi-Khanum mecset Szamarkandban, a nagy bazár szomszédságában álló iszlám vallási központ.

## Története

A mecset alaprajza

A romjaiban is fenséges épület építése 1399-ben, Timur Lenk győztes indiai hadjárata után kezdődött, melyet 1404-ben fejeztek be. A Szamarkand főútvonalának egyik fontos pontján, a Bokharai kapu közelében épült fel a téglalap alaprajzú épület, melyet egykor minden oldalról erős falak vettek körül, sarkain négy minaret állt, melyek egyúttal fokozták az épület nagyságát, fenséges és magasbatörő látványát. A falak és a minaretek romba dőltek, mára csupán a mecset északnyugati oldalán áll egy magányos minaret-csonk.
A mecsetet övező fal hossza egyes adatok szerint 167 méter, szélessége pedig 109 méter volt. Ugyancsak téglalap alakú a mecset udvara is, mely a kutatások szerint 63,80x76,0 méter volt. Udvarát márvány- és kerámialapokkal rakták ki.
Ulugh Bég a mecset főépületében egy nagyméretű Korán-tartó állványt állíttatott, melyet az 1875-ben már romos főépületének udvarában helyeztek el, mivel ekkor már a főépület annyira romos volt, hogy veszélyessé vált a bejárás.
A mecset udvarába a keleti oldalon lévő gigantikus portálon áthaladva lehet bejutni. A bejárati főportál magassága 33,15 méter volt.